# 七星街道 (嘉兴市)
七星街道是中华人民共和国浙江省嘉兴市南湖区下辖的一个街道办事处。
2015年1月13日，浙江省人民政府批复同意撤销七星镇建制，设立七星街道。

## 行政区划
七星街道下辖以下村级行政区划单位：
湘湖社区、博山村、东进村、大树村、高丰村、七星村和张字圩村。